# إرشاد اجتماعي
الإرشاد الاجتماعي، مصطلحٌ عام يشير إلى أيّ إرشاد مهني يهدف إلى علاج خللٍ وظيفي واقع ضمن مجموعة مترابطة. يصفُ المصطلحُ نظاماً إرشادياً للوقاية يعملُ لمجابهة القصور النفسي من خلال تحسين وتطوير الدعم الاجتماعي. يُشار إلى المجتمع في هذه الحالة كمجموعةٍ من الأفراد المتفاعلين فيما بينهم والذين تربطهم سِمة مشتركة، قد تكون مثلاً مكان السكن، أو اهتماماً مهنياً، ولكن المرشد الاجتماعي يوظّف هذه السمة المشتركة لإسداء المشورة لمجموعة من الناس.

## الأهميّة
للمجتمع الذي يعيش فيه الأفراد ويؤدون وظائفهم فيه له دورٌ بارزٌ في صياغة هويّتهم وارتباطاتهم بالآخرين. يمكن للمرشد الاجتماعي العمل مع مجموعات من الأفراد الذين يمرّون بضائقة نفسيّة متزايدة، كيما يساعدهم في تحديد ومواجهة مصدر الاضطراب. يُلجأ إلى هذه الإجراءات في المجتمعات الفقيرة والفاقدة للدعم من أجل تحسين مصادر الصحة العقلية. قد تسبّب البيئات المفكّكة إصابة الأفراد بالعلل النفسية والاجتماعية. تتعرّض الشرائح السكانية الضعيفة والمهمّشة، كالأطفال، والأقليات، أو الأفراد ذوي المنزلة الاجتماعية الاقتصادية المتدنيّة، تتعرّض لمخاطر الإصابة العلل النفسية. يمكّن العلاجُ الاجتماعي المتكامل المرشدين الاجتماعيين من الإسهام في حلّ مشاكل الصحة العقليّة على نطاقٍ واسع. يلعب الإرشاد الاجتماعي دوراً رائداً من خلال تسهيل الوصول إلى خدمات الصحة النفسية. بناءً على مراجعة مقابلات علاج تمّت مع أفراد، كشف الباحثان جون بولر وبيرتون نولان أنّ العديد من الطلاب يبلغونهم عن وجود الحاجة إلى والرغبة في برامج الإرشاد الاجتماعي. لتلبية هذه الاحتياجات، يستمر توسّع نشاطات الإرشاد الاجتماعي.

## تاريخ
خلق كلٌّ من الكساد الاقتصادي العظيم والحرب العالمية الثانية حاجة إلى العمل وخدمات الإرشاد والاستشارة في الولايات المتحدة الأمريكية. استُجيب لهذه الحاجة بتوسيع خدمات الاستشارة المهنية والمدرسية والشخصية. في الوقت نفسه، شدّد المختصون في هذا المجال على أهمية الاستشارة الوقائية كخطوة سابقة على الاستشارة العلاجية.
في العام 1965، خصصت حكومة الولايات المتحدة الأمريكية تمويلاً فيدرالياً لتدريب المرشدين المدرسيين، كنوع من الإرشاد الاجتماعي.  في بداية عقد السبعينيات من القرن الماضي، طُوِّرت فكرة أشمل للإرشاد الاجتماعي لتلبية الاحتياجات العامّة المتزايدة. وتقدّم مجال الإرشاد الاجتماعي ببطء في البداية بسبب غياب تعريف واضح للمفهوم.
على أي حال، وفي العام 1993، نال الإرشاد الاجتماعي الاعتراف كتخصص استشاري من قِبل الجمعية الأمريكية للإرشاد، منح هذا الاعتراف مجلس الاعتماد للإرشاد والبرامج التربوية الفرصةَ لتطوير معايير التدريب الخاصة بالمرشدين الاجتماعيين. وهذا ما أسهم في ازدياد شعبية المجال.

## دور المرشد
يمكن للمرشدين الاجتماعيين العمل في بيئات مختلفة كالعمل في عيادات خاصة، أو مراكز الصحة النفسية، أو مراكز إعادة التأهيل، أو السجون. بغض النظر عن مكان عمل المرشد، فعمله يقتضي التعاون مع الأفراد لتطوير معالجة نفسية ملائمة وتقديم خدمات الوقاية للمجتمع.
يمكن تنفيذ جهود الوقاية من خلال تسهيل الوصول إلى المنظمات المجتمعيّة أو البرامج التربوية.
على المرشدين الاجتماعيين التحلّي بحسٍّ ريادي يجعلهم قادرين على إتاحة هذه الخدمات المباشرة وغير المباشرة لعملائهم.

## النماذج

### النموذج المتّصف بالاحترام
هو أسلوب شمولي لفهم المجتمع والمشكلات المرتبطة به. يمكن تطبيق هذا الأسلوب الإرشادي على الأفراد أو المجموعات من مختلف الأعمار وللجنسَين.
من أساسيات هذا الأسلوب هو احترام المرشدين لعملائهم بغض النظر عن المعتقد الديني، الحالة الاقتصادية، الميل الجنسي، الصحة النفسية، العِرق، الاختلافات النَمائية، الصدمة، العائلة، المظهر الخارجي، أو الأصل. يتيح هذا الأسلوب الشمولي الجامع المجالَ لتحديد أثر البيئة المحيطة على الصحة النفسية.

### نموذج المجتمع المهمَّش
طوّر كلٌّ من «آنابيل مانزانيلا-مانالو وفيرمين مانالو» طوّرا أسلوباً إرشادياً مجتمعياً لمساعدة المجموعات المهمّشة على تجاوز مشاكل الصحة النفسية الناجمة عن الظلم والتمييز في المعاملات. يعمل هذا النموذج على دمج سيكولوجيا المجتمع في سياق البيئة الاجتماعية.  يُعلي هذا النموذج من شأن الشمولية، والعدالة الاجتماعية، والتضامن، والمساواة. يحرص المرشدون الاجتماعيون على دعم النموّ الصحيّ وتأسيس نظامٍ يضمن تزويد المجتمع بخدمات الصحة النفسية. يركّز هذا النموذج على تمكين الأفراد بهدف محو الوصمة أو العار الذي يلحق بهم أو الذي قد يمرّون به بسبب هويتهم المهمّشة. يتمّ هذا من خلال دعم تشكيل الجماعات، تعزيز الموارد المحلية، البحث، الدفاع، وتسهيل اتخاذ الإجراءات الجمعية.

## التطبيقات

### الأطفال
يمكن أن يعاني الأطفال من التأخر النمائي والاجتماعي بسبب المشاكل النفسيّة التي لم تُعالَج. أظهر تحليل معلومات أرشيفية لـ364 طفلاً راجعوا عيادة الإرشاد الاجتماعي، أظهر أنّ العلاج لدى الأطفال قد يقلل بشكلٍ ملحوظٍ المشاكل السلوكية سواءً التي يلجأ المصاب بها إلى إعطائها طابعاً خارجياً أو استبطانها. رغم ذلك، أظهر التحليل أن أكثر من نصف الأطفال الذين بدأت معالجتهم لم يُنهوا كاملَ برنامج خدمات الإرشاد الاجتماعي المُتاح.

### البالغون
بإمكان الأفراد البالغين الذين لم يتلقوا الإرشاد عند مرورهم بتجارب المشاكل النفسية المبكرة أو أولئك الذين يتلقّون صدماتٍ نفسية لاحقاً في حياتهم، بإمكانهم الاستفادة من العلاج الجماعي. أظهرت دراسةٌ أُجريت على محاربين قدماء في حرب فييتنام أن إرشاد إعادة التكييف الاجتماعي بإمكانه تخفيف آثار اضطراب ما بعد الصدمة وتحسين الشعور بالرضا عن الحياة.

### تعاطي المخدرات
يمكن أيضاً للمرشدين الاجتماعيين أن يعملوا كأعضاء في الفِرَق العابرة للتخصصات التي تعمل على علاج شمولي لمدمني المخدرات. كما يمكن للدعم المجتمعي وتنمية العادات الصحيّة أن تحسّن من حال الأفراد الذين يعانون من مشاكل الإدمان. في دراسة تركز على الاستشفاء من إدمان الكحوليات، طُلب من 50 مشارك أن يخضعوا إما لعلاجٍ عبر الإرشاد اجتماعي أو مجموعة المقارنة (مجموعة الضبط في البحث). أظهرت النتائج انخفاضاً كبيراً في نِسَب الشرب للأفراد في مجموعة العلاج، ما يعني أنّ الإرشاد الاجتماعي يمكنه مساعدة الأفراد في عملية الشفاء من الإدمان.

## تدريب المرشدين
لكي يصبح الشخص مرشداً اجتماعياً، عليه أن يحمل شهادتي بكالوريوس وماجستير في الإرشاد. بعد ذلك، على الشخص أن يعمل لمدة 3000 ساعة في عملٍ مراقَب قبل الشروع في العمل منفرداً. بعد إتمام تدريبه الأساسي، يُطلب من المرشد الاجتماعي أن يعيَ بشكلٍ كافٍ أهمية أثر البيئة المحيطة، والأسلوب الإرشادي متعدد الجوانب، وضرورة الإجراءات الوقائية. بالإضافة لذلك، ينبغي على المرشد الاجتماعي أن يكون قادراً على صقلِ القوى الإيجابية في البيئة المحيطة لتحسين صحة المجتمع النفسية.

## الاعتبارات الأخلاقية والقانونية
في أي مجالٍ يختصّ بالعمل مع الشرائح الضعيفة في المجتمع، من الأهمية بمكان أن يضمّ هذا المجال أشخاصاً مهنيين ملتزمين بمجموعة من المعايير الأخلاقية. في الإرشاد الاجتماعي، تقدّم المعايير الأخلاقية دستوراً للممارسة ينبغي للمرشدين الالتزام به. يحدد هذا الدستور ما يمكن للمرشد عمله ضمن علاقة المرشد-المسترشد. وُضعت هذه القواعد لحماية المسترشدين من إساءة التصرف المهني. تضمن هذه القواعد نزاهة عمل الإرشاد، وتساعد على بناء الثقة بين عامة الناس والعاملين في مجتمع الإرشاد.
وضعت الجمعية الأمريكية للإرشاد معايير أخلاقية خاصة للإرشاد، منها: حماية المسترشد من الأذى، الحرص على مصلحة المسترشد، تجنب العلاقات المتعددة، الحفاظ على خصوصية المسترشد، الانخراط المستمر في الجمعيات المهنية، العمل بعد إتمام التدريب، عدم إساءة تقديم الكفاءات.
رغم أن هذه القائمة ليست شاملة، لكنها تقدم المعايير الأخلاقية الأساسية الواجب على المرشدين اتباعها. في حال خرق بعض هذه المعايير، يُصار إلى اتخاذ إجراءات قانونية بحق المخالف. قد تؤدي هذه الإجراءات القانونية إلى فقدان ترخيص ممارسة المهنة.